# Croix du cimetière d'Heuland
La croix du cimetière d'Heuland est un monument situé à Heuland, en Normandie.

## Localisation
La croix est située dans le département français du Calvados, sur le territoire de la commune d'Heuland, au sud du cimetière entourant l'église Notre-Dame.

## Description
Le fût est décoré de bosses qui figurent probablement les bubons de la peste. Le Christ et la vierge traditionnellement représentés de chaque côté de la croix ne sont pas visibles, mais les extrémités des bras de la croix sont sculptées. Sur le croisillon sud figure une rosace à six pétales séparés par des feuilles de chêne, et sur le croisillon nord par des formes de poire.
La croix est classée monument historique depuis le 1er mai 1933.

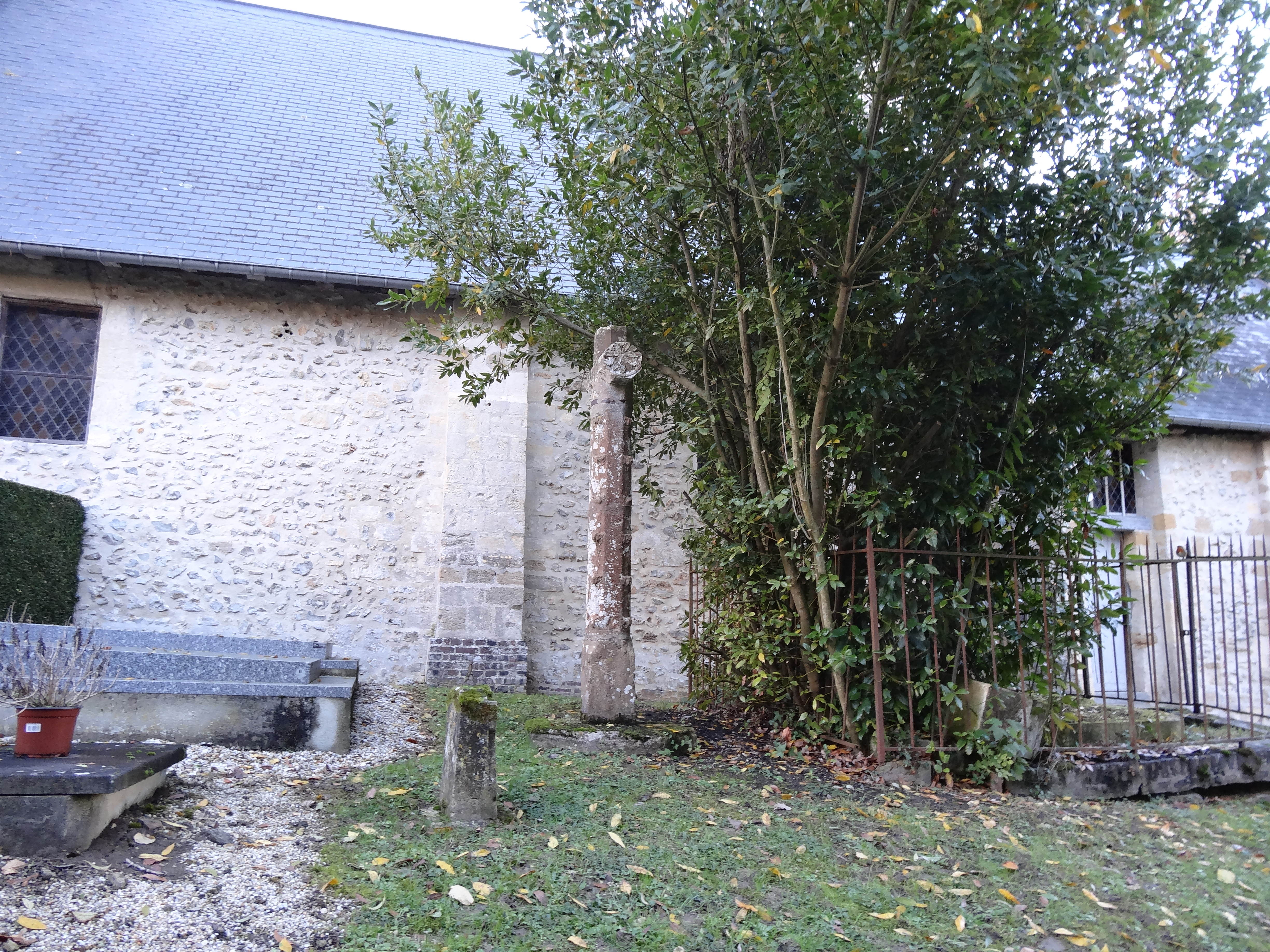
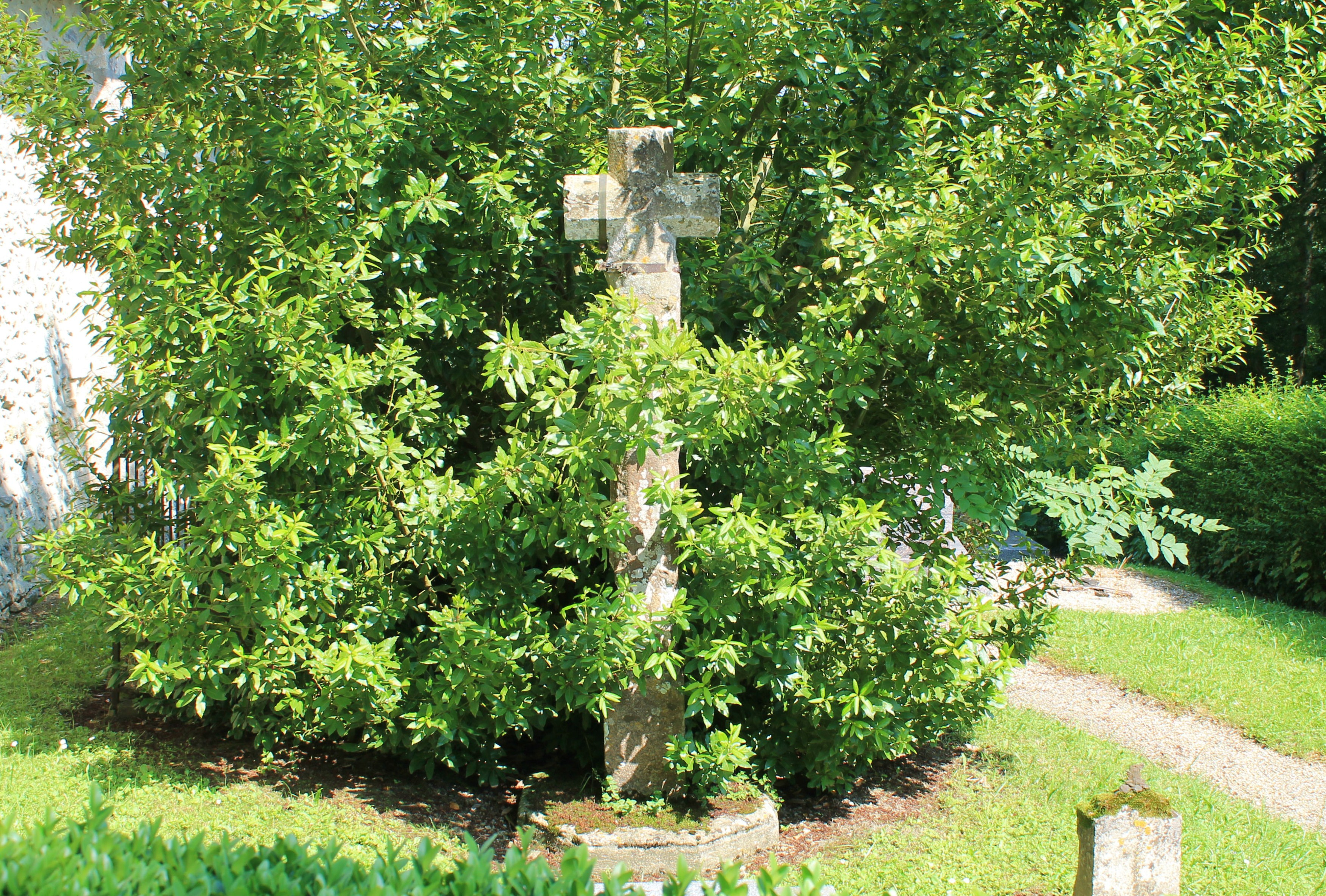
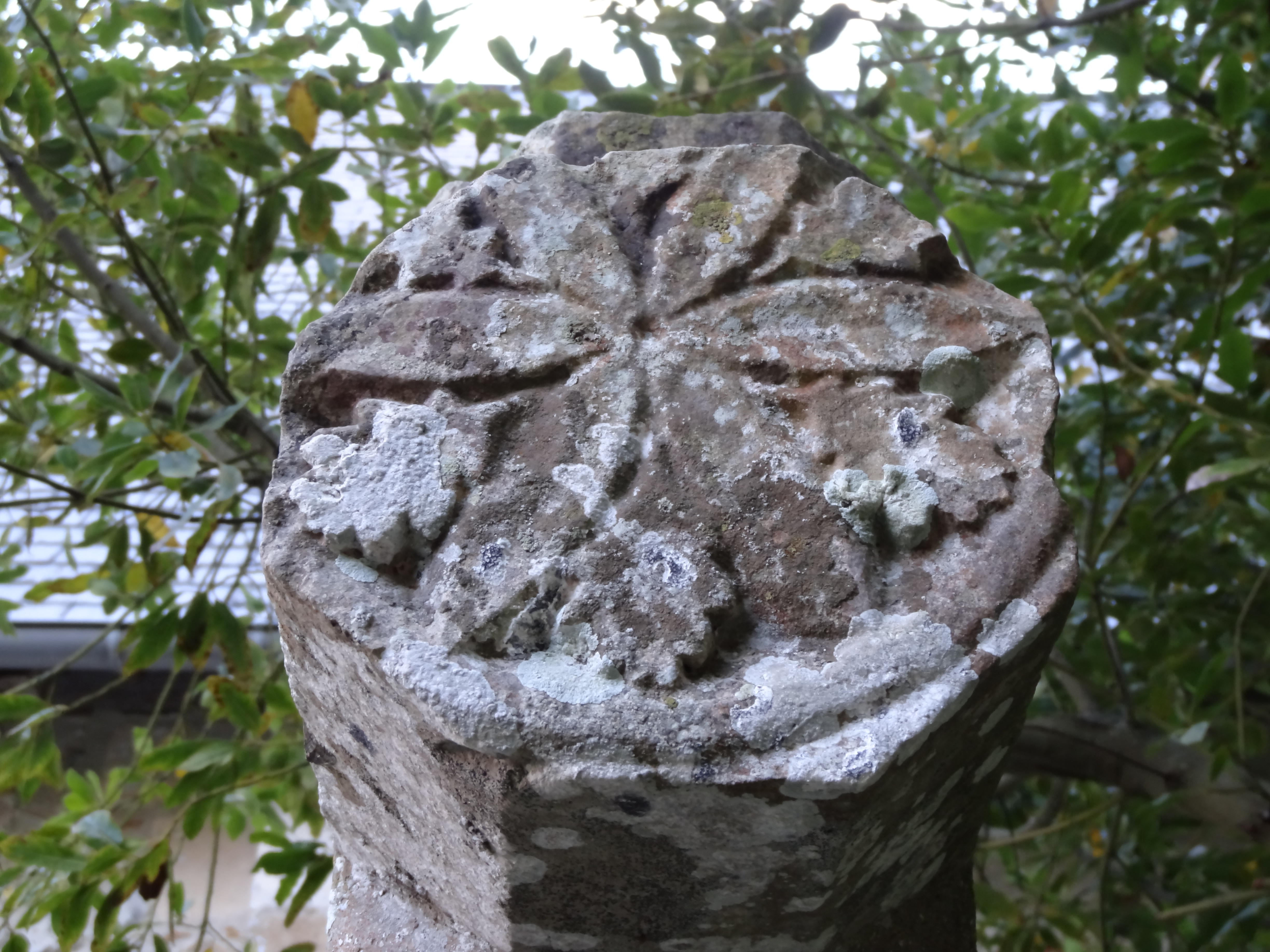